# Raymond Weil
Raymond Weil is een Zwitsers bedrijf dat luxe horloges vervaardigt, distribueert en verkoopt. Het is in 1976 in Genève opgericht door Raymond Weil (1926-2014) en is een van de laatste onafhankelijke Zwitserse luxe horlogemakers.

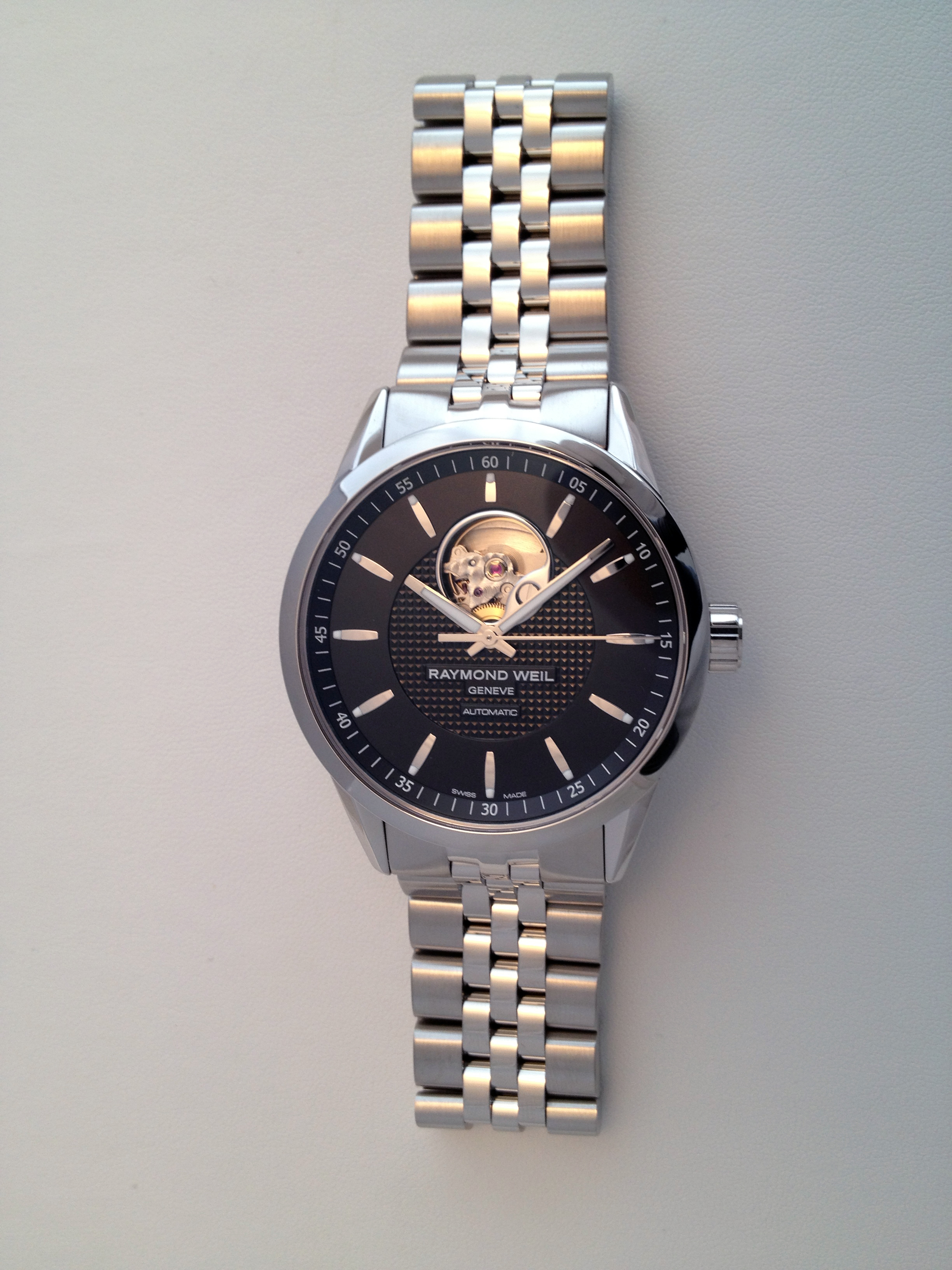
Freelancer 2710-st-20021 – Automatic open balance wheel – Steel on steel black dial 42mm

## Historie
- 1976: Midden in een crisis in de horlogemakersindustrie richt Raymond Weil het merk op dat zijn naam en die van zijn kleinzoon Raphael Weil draagt.
- 1982: Olivier Bernheim, Raymond Weils schoonzoon, komt in het familiebedrijf. Hij maakt carrière en promoveert in 1996 tot directeur en CEO.
- 1983: Lancering van de Amadeus-collectie van horloges, gecreëerd voor de gelijknamige door Milos Forman geregisseerde film.
- 1986: Lancering van de Othello-collectie. Dit extreem slanke model zal een bepalende rol spelen bij de internationale groei van het merk.
- 1988: Ontwerp van het Traviata-model, dat afwijkt van de op dat moment geldende esthetische trends.
- 1991: Lancering van de Parsifal-collectie.[2]
- 1993: Raphael Weil creëert zijn eigen branche die zich specialiseert in een specifiek soort automatisch mechanisme.
- 1994: Een advertentiecampagne voor Precision Movements, geregisseerd door John Booth, wint bij de London International Advertising Awards.[3]
- 1995: Lancering van de Tango-collectie.
- 1996: Lancering van de W1-collectie. De nadruk ligt op het modelontwerp.
- 1998: Ontwerp van de Don Giovanni-collectie.
- 1999: Totstandkoming van de afdelingen Research & Development en Prototyping, waardoor Raymond Weil van het begin tot het einde van het horloge-ontwerpproces verantwoordelijkheid draagt. Ontwikkeling van de horlogecomplicatie voor de GMT-functie van het Don Giovanni Così Grande 'jumping hour'-model. Ontwikkeling van het snelle en eenvoudige 'interchangeable bracelet system' voor de vrouwencollectie Shine.[4]
- 2001: Herlancering van het Othello-model ter gelegenheid van het 25-jarig bestaan.
- 2003: Wereldwijde lancering van de nieuwe Parsifal-collectie.
- 2006: Elie en Pierre Bernheim, Raymond Weils kleinkinderen, komen in het bedrijf. Lancering van de vrouwencollectie Shine. Verwezenlijking van de Raymond Weil Club, de eerste club die wordt opgericht door een horlogemakersmerk.
- 2007: Lancering van de Nabucco- en Freelancer-collecties. Rebranding van het bedrijf en de creatie van een nieuwe merkslogan: Independence is a state of mind. Eerste editie van de RW Club International Photography Prize.[5]
- 2009: Lancering van de nieuwe vrouwencollectie, Noemia. Lancering van het nieuwe Don Giovanni Così Grande 'jumping hour'-model.
- 2013: Lancering van de merkfilm "Precision is my Inspiration" en de bijbehorende minisite, waarop het vervaardigen van een horloge wordt vergeleken met het componeren van muziek.[6][7][8]
- 2014: Introductie van de Toccata-collectie.[9][10] Elie Bernheim, kleinzoon van Raymond Weil neemt de leiding van het bedrijf over.[11][12]

## Creatie
Raymond Weil creëerde het merk dat zijn naam draagt in 1976 – een tijd van crisis voor de horlogesector. Vervolgens zette hij zijn eigen distributienetwerk op, eerst in Europa en daarna wereldwijd.
In 1982 komt de schoonzoon van Weil, Olivier Bernheim, bij het bedrijf. Hij heeft jarenlange marketingervaring opgedaan bij Heineken en Unilever. Hij wordt in 1996 benoemd tot directeur en CEO en hij heeft sindsdien gewerkt aan de wereldwijde ontwikkeling van de merkbekendheid.
Elie en Pierre Bernheim, zonen van Olivier Bernheim, kwamen in 2006 bij het bedrijf. Elie Bernheim (medeoprichter van 88 RUE DU RHONE) is marketingdirecteur en werkt aan de strategische ontwikkeling van het merk, terwijl de identiteit als familiebedrijf behouden blijft. Pierre is verkoopdirecteur en reist rond om nieuwe markten aan te boren.

## Ontwikkeling
Raymond Weil Genève begon zijn ontwikkeling in Europa in het Verenigd Koninkrijk. Daarna werd het wereldwijde distributienetwerk verder uitgebreid, eerst met de Verenigde Arabische Emiraten en vervolgens begin 80'er jaren de Verenigde Staten en India. Olivier Bernheim zette de afdeling R&D op in 1999 met als doel om het volledige beheer te krijgen over het ontwerpproces van de horloges. De afdeling R&D is verantwoordelijk voor de complicatie voor de GMT-functie van de Don Giovanni Così Grande met twee tijdzones, het gepatenteerde verwisselbare armbandsysteem van de Shine-collectie en de complicatie maanfase bij de automatische beweging van de Maestro-collectie.
Het merk opende in 2009 zijn eigen dochteronderneming in de Verenigde Staten, RW USA Corp., waardoor de samenwerking met zijn historische distributeur werd beëindigd. Het richtte ook RW India Pvt. Ltd. op in 2010 (100% dochterbedrijf in Bangalore) en opende in datzelfde jaar diverse exclusieve horlogeboetieks in Delhi, Mumbai, Chennai. Horloges van Raymond Weil Genève worden nu wereldwijd verkocht.
In 2013 zette het merk zijn distributiecontract in het Verenigd Koninkrijk om in een managementovereenkomst en creëerde het in april een dochteronderneming - R. WEIL DISTRIBUTION UK LTD.
De online aanwezigheid van het bedrijf is ook volop in ontwikkeling. Het is het eerste merk luxe horloges dat een club oprichtte speciaal voor horlogebezitters. Het merk was ook de eerste fabrikant van luxe horloges die zich begaf op de locatiegebaseerde sociale media Foursquare en de eerste die gebruikmaakte van F-commerce (Facebook voor bedrijven). In september 2007 werd RAYMOND WEIL daarnaast het eerste merk luxe horloges dat een eigen eiland creëerde op Second Life. De aanwezigheid van het merk op Second Life en andere sociale-mediakanalen maakt onderdeel uit van een strategische keuze om nieuwe communicatiekanalen aan te boren. Het doel hiervan is om dichter bij klanten te staan alsmede de merkwaarden uit te dragen.

## Sleutelfiguren
Raymond Weil (oprichter) werd geboren in Genève in 1926. Na zijn handelsdiploma behaald te hebben, begon hij in 1949 bij de Zwitserse horlogemaker Camy Watch S.A., waar het tot manager zou schoppen en 26 jaar van zijn leven werkte. In 1976 was er een crisis die gevolgen had voor de horloge-industrie. Toen besloot hij om zijn eigen bedrijf op te richten.
Raymond Weil heeft verschillende belangrijke posities bekleed in een aantal beroepsorganisaties: hij was voorzitter van de Horlogemakersunie van Genève, vicevoorzitter van het Centre de Formation en Horlogerie (CFH) en lid van de Fédération de l’Industrie Horlogère Suisse (FH) en andere werkgeversorganisaties. Tot 1995 was hij ook voorzitter van het Exposantencomité van de Internationale Horloge- en Sieradenbeurs in Basel.
Raymond Weil is getrouwd en heeft twee dochters en zes kleinkinderen. Hij heeft een enorme passie voor klassieke en lyrische muziek en ook voor moderne kunst. Hij vliegt graag in zijn eigen vliegtuig en behaalde zijn vliegbrevet toen hij 56 jaar oud was. Op 27 januari 2014 maakte het bedrijf bekend dat Raymond Weil was overleden.
Olivier Bernheim (voorzitter) werd in 1954 in Straatsburg (Frankrijk) geboren en heeft rechten gestudeerd aan de managementschool van Straatsburg (Frankrijk). Hij begon zijn carrière bij Kronenbourg, voordat hij als Marketing Development Manager bij Unilever in Parijs aan de slag ging.
In 1982 begon hij bij Raymond Weil Genève S.A. en in 1996 werd hij daar voorzitter en CEO. Het was zijn missie om het het bedrijfsimago en het internationale marktaandeel van het merk te herstructureren, ontwikkelen en consolideren, zonder de identiteit van het familiebedrijf te verliezen. Olivier Bernheim en Raymond Weil deelden dezelfde passie voor muziek en kunst en dat was dan ook precies de richting waarin Bernheim het merk en de wereld eromheen stuurde. In 1999 richtte hij de R&D-afdeling op.
Olivier Bernheim is zowel Zwitser als Fransman en is getrouwd met de oudste dochter van Raymond Weil, Diana, een professioneel pianiste. Samen hebben zij drie kinderen: Elie, Pierre en Noémi.
Elie Bernheim (CEO) is Olivier Bernheims oudste zoon. Na zijn afstuderen aan de prestigieuze École hôtelière de Lausanne richtte hij zijn eigen import-exportbedrijf in de textielsector op. In 2006 begon hij bij het familiebedrijf. Het is zijn missie om de strategische ontwikkeling van het merk verder te ontwikkelen. Wat passies betreft, treedt hij in de voetsporen van zijn vader en grootvader. Hij is dol op muziek en heeft een professioneel cellodiploma. Tot de projecten en ontwikkelingen onder zijn leiding behoorden de vernieuwing van de collecties, de nieuwe bedrijfsidentiteit voor Raymond Weil Genève, de nieuwe reclamecampagnes voor vrouwen- en herenhorloges met de bekende Zwitserse fotograaf Joël von Allmen en de Nabucco-reclame. In april 2014 werd Elie Bernheim CEO van het bedrijf.
Pierre Bernheim (directeur) is de kleinzoon van Raymond Weil en de tweede zoon van Olivier Bernheim: hij trad in 2006 toe tot het bedrijf. Na een afgeronde studie in accountancy studeerde Pierre ook af in internationale bedrijfskunde aan La Haute École de Gestion in Genève. Zijn interesse in financiën bracht hem naar de Mirabaud Bank, een van de bekendste Zwitserse privébanken, waar hij een functie in institutioneel assetmanagement bekleedde. Hij heeft een passie voor vliegtuigen en is de trotse bezitter van verschillende vliegbrevetten: een vliegbrevet, een stuntvliegbrevet en een watervliegtuigbrevet.

## Collecties

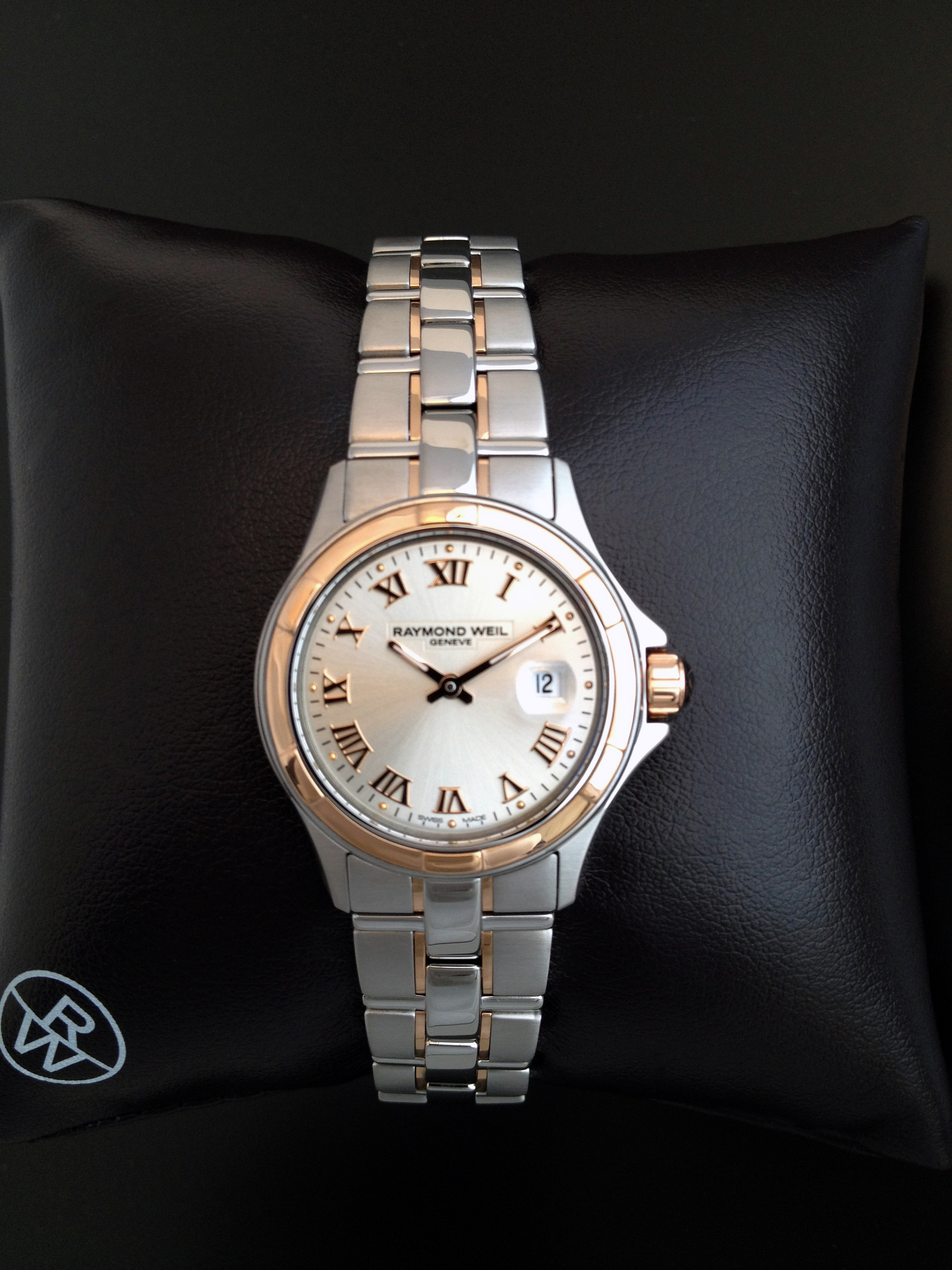
Parsifal 9460-sg5-00658 – Two-tone – Silver dial

- Toccata (2014): De Toccata-collectie dateert oorspronkelijk uit 1996 maar werd opnieuw ontworpen en geïntroduceerd in 2014. De collectie is een eerbetoon aan de kunst van het componeren. Alle horloges in de collectie hebben een kwarts-uurwerk.[9][10]
- Jasmine (2011): Jasmine is een damescollectie met modellen in twee diameters en is verkrijgbaar zowel met een kwarts- als een automatisch uurwerk.
- Maestro (2010): Maestro bestaat uit zowel dames- als herenhorloges. De collectie werd in 2011 verfraaid met de Maestro maanfase-horloges, die zoals de naam al doet vermoeden, uitgerust zijn met een maanfasecomplicatie. In datzelfde jaar werd het 35-jarig bestaan van het bedrijf gevierd met een jubileumuitgave van de Maestro en een speciale uitgave ten gunste van de Union for International Cancer Control (UICC).
- Noemia (2009): Gelanceerd in 2009. De Noemia-collectie is ontworpen voor vrouwen. De horloges bevatten twee verschillende formaten van behuizing, 27 en 32 mm, in gebogen en gepolijst staal ingelegd met diamanten.[27]
- Nabucco (2007): Mechanische collectie voor mannen met een diameter van 46 mm en een waterdichtheid tot 200 meter.
- Freelancer (2007): Freelancer is een collectie van automatische horloges voor zowel dames als heren. Het is door zijn kleinkinderen ontworpen als een eerbetoon aan Raymond Weil. Sommige modellen in het Freelancer-assortiment bevatten een zichtbaar klokmechanisme.[28]
- Shine (2006): Shine is een vrouwencollectie die gebruikmaakt van het 'interchangeable bracelet system'. Elk horloge wordt geleverd met een metalen en een krokodillenleren armband. De behuizingen zijn uitgerust in 18-karaats roségoud ingelegd met diamanten. De collectie is inmiddels niet meer leverbaar.
- Don Giovanni Così Grande (2002): Herencollectie en het officiële horloge van de 2009 Brit Awards. De modellen in de Don Giovanni Così Grande-reeks zijn volledig mechanisch. De collectie is inmiddels niet meer leverbaar.
- Don Giovanni (1998): 14 jaar nadat de Amadeus-collectie werd geïntroduceerd, brengt Raymond Weil Genève met deze collectie een nieuwe hommage aan de Oostenrijkse componist Mozart. De collectie is inmiddels niet meer leverbaar.
- Flamenco (1998): Deze collectie toont opnieuw Raymond Weil Genève’s toewijding aan kunst. De collectie bestaat uit uurwerken voor dames en heren. De collectie is inmiddels niet meer leverbaar.
- Saxo (1998): De Saxo-collectie wordt uitgebracht ter ere van de jazzmuziek en bestond uit zowel heren- als dameshorloges en automatische uurwerken en quartz-uurwerken. De collectie is inmiddels niet meer leverbaar.
- Allegro (1998): Allegro is bedoeld voor zowel dames als heren. De uurwerken zijn voornamelijk vervaardigd uit staal en verguld. Er zijn quartz-uurwerken, automatische uurwerken en chronografen verkrijgbaar. De collectie is inmiddels niet meer leverbaar.
- Tema (1998): Tema is een damescollectie, geïnspireerd door art deco. De collectie wordt gezien als RAYMOND WEIL’s eerste horlogecollectie met de allure van juwelen. Alle horloges zijn uitgerust met quartz-uurwerken. De collectie is inmiddels niet meer leverbaar.
- W1 (1997): De W1-collectie wordt geproduceerd om het merk nieuwe allure te geven en om een jonge en trendgevoelige generatie horlogedragers aan te trekken. Er zijn 6 verschillende kleuren en modellen voor heren en dames. W1 is de eerste horlogecollectie van Raymond Weil Genève die deels bestaat uit koolstofvezel. De collectie is inmiddels niet meer leverbaar.
- Duo jubilee (1996): Deze beperkt beschikbare collectie wordt ontworpen ter gelegenheid van de 20ste verjaardag van het merk. De wijzerplaat kan de tijd in twee verschillende tijdzones aangeven en werkt met een dubbele quartz-beweging. De collectie is inmiddels niet meer leverbaar.
- Tango (1995): Deze collectie bestaat uit dames- en herenhorloges. De collectie is anno 2014 nog steeds verkrijgbaar.
- Tradition (1994): De Tradition-collectie is een collectie voor dames én heren en bestaat uit horloges met quartz-uurwerken en mechanische uurwerken. De collectie is anno 2014 nog steeds verkrijgbaar.
- Parsifal (1991): Deze collectie is genoemd naar Wagners opera en vormt de eerste collectie met horloges van roestvrij staal en 18-karaats goud van het merk. In 1992 wordt bovendien de eerste lijn met gouden juwelen en diamanten (“ligne joaillerie or et diamants”) geïntroduceerd. In 2010, 20 jaar na dato, wordt de collectie opnieuw geïntroduceerd. De collectie is anno 2014 nog steeds verkrijgbaar.
- Traviata (1988): Deze collectie is, vanwege de verschillende kleuren waarmee de wijzerplaten zijn verfraaid, vaak beschreven als “glas-in-loodachtig”. De collectie was volledig gericht op dames en inmiddels niet meer leverbaar.
- Othello (1986): Deze collectie wordt geïntroduceerd ter gelegenheid van de tiende verjaardag van Raymond Weil Genève. De collectie kent de eerste maanstandcomplicatie van Raymond Weil Genève (Othello-maanstandcollectie). Othello is beroemd geworden vanwege de uiterst dunne uurwerken (met een dikte van 1,2 mm). In 2001 wordt de collectie opnieuw geïntroduceerd, nu ter gelegenheid van de 25ste verjaardag van het merk. Tijdens die gelegenheid werd ook samengewerkt met het muziekgezelschap Bond. De collectie is inmiddels niet meer leverbaar.
- Fidelio (1985): Deze collectie wordt vernoemd naar de enige opera die Beethoven ooit maakte. De collectie kent zowel ronde als vierkante wijzerplaten. De collectie is inmiddels niet meer leverbaar.
- Amadeus (1983): Deze collection markeert het begin van de invloed van muziek en kunstvormen in de namen van de collecties. De collectie ontleent haar naam aan de klassieke Oostenrijkse componist Mozart en wordt tegelijk geïntroduceerd met de gelijknamige, veelgeprezen film van Milos Forman. De collectie is inmiddels niet meer leverbaar. In 1992 wordt echter Amadeus 200, het eerste sporthorloge van het merk, geïntroduceerd: het horloge is waterbestendig tot een diepte van 200 meter. De collectie is inmiddels niet meer leverbaar.
- Golden Eagle (1979): Deze collectie bestaat uit sportieve achthoekige horloges die uitsluitend een quartz-uurwerk hebben. De collectie is inmiddels niet meer leverbaar.

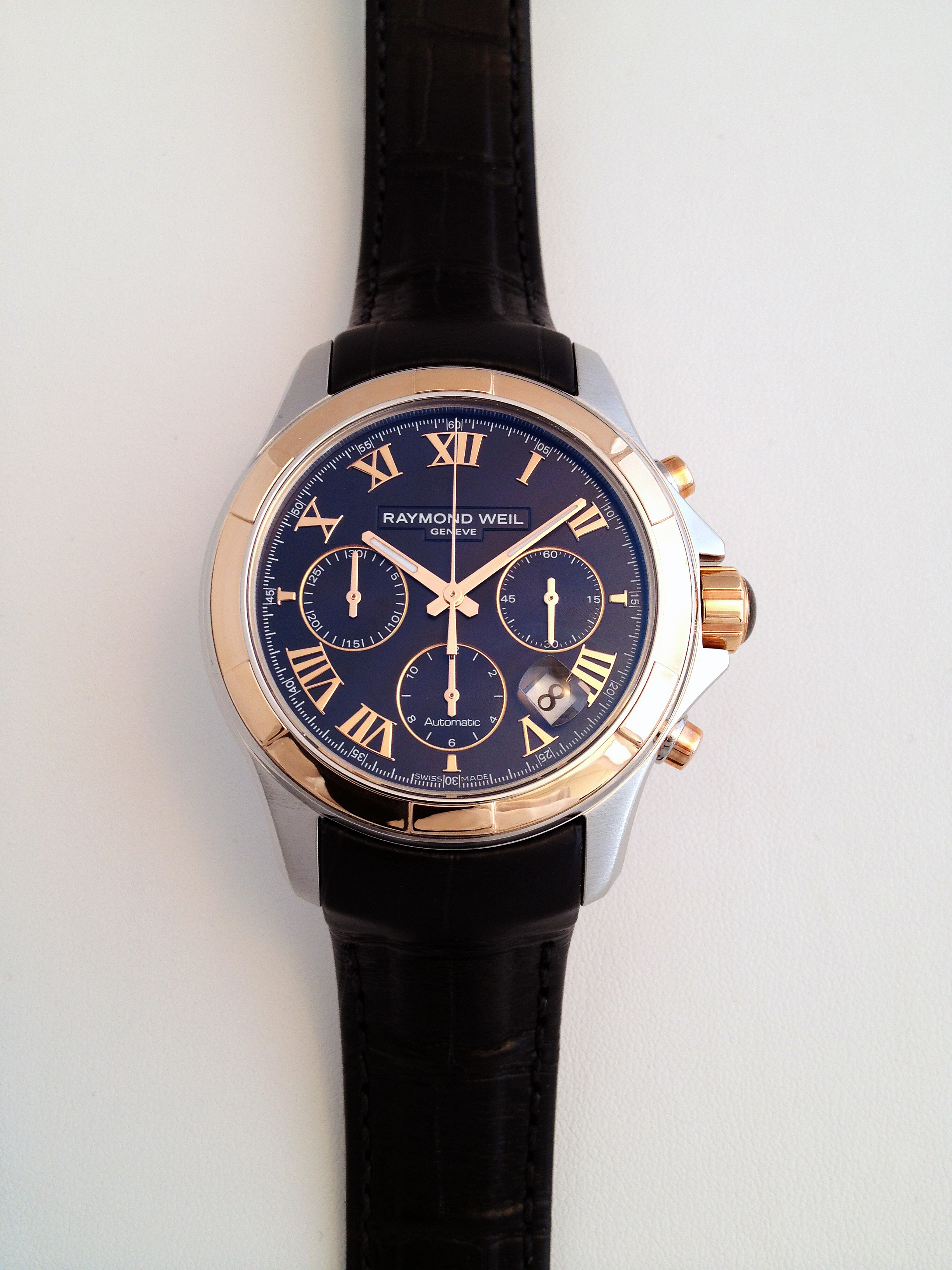
Parsifal 7260-sc5-00208 – Automatic chronograph -Two tone on leather strap

## Speciale modellen
- Don Giovanni Così Grande: Nieuw, zeer technisch maar subtiel ontworpen mechanisch model. De uurwijzer is vervangen door een groot venster op 12 uur, waarin de cijfers worden getoond. Het mechanisme is zichtbaar aan de achterkant van de behuizing, beschermd door saffierkristal. De armband is beschikbaar in volledig zwarte krokodillenhuid of staal met een dubbeldruk-veiligheidssysteem.
- Nabucco Rivoluzione: De Nabucco Rivoluzione ziet een terugkeer naar het karakteristieke ontwerp van de mechanische collectie Nabucco. De 46 mm diameter behuizing en de ronde bezel met snelheidsmeter zijn gemaakt van titanium, staal en koolstofvezel, alle zeer duurzame materialen. Er bevinden zich drie timers en een datumvenster onder 2,5 mm dik dubbelzijdig anti-reflectie saffierkristal. De Nabucco Rivoluzione wordt geleverd in een met zadelnaad uitgevoerde nijlkrokodillenleren armband.
- Nabucco Cuore Caldo: De Nabucco Cuore Caldo is een dubbele chronograaf met split-second functie, 42-uurs energiereserve-aanduiding en rondemeter. Deze gelimiteerde editie in de Nabucco-reeks is een mix van staal, titanium, koolstofvezel en 18-karaats roségoud. De wijzerplaat bevindt zich onder 2,5 mm dik saffierkristal met antireflectiebehandeling.
- Freelancer Automatic Chronograph: De Freelancer Automatic Chronograph bevat een mechanisch gangwerk met automatische opwinding, een hart dat klopt met 28.800 trillingen per uur en een 46-uurs energiereserve. De chronograaf start of stopt bij het drukken op een knop die zich bevindt op 2 uur, terwijl een tweede knop op 4 uur hem weer kan terugzetten op nul. Met een diameter van 42 mm bevat de Freelancer Automatic Chronograph een donkerbruin lederen of stalen armband met een dubbeldruk-veiligheidssysteem.
- Shine: Shine, een damescollectie, omvat modellen ingelegd met diamanten die worden beschermd door het ronde glas van de rechthoekige behuizing. Elk horloge wordt geleverd met een satijnen armband en een gepolijste stalen armband, die eenvoudig inwisselbaar zijn dankzij het gepatenteerde 'interchangeable bracelet system'.[29]

## Advertenties
In 1983 omarmt het merk voor het eerst de kunst: tegelijkertijd met de publicatie van de gelijknamige film van Milos Foreman wordt een advertentiecampagne rondom de Amadeus-collectie gestart. Vanaf dat moment zijn bijna alle namen van collecties afkomstig uit de muziekwereld.
In 1989 schiet het merk beelden voor de advertentiecampagne "Eternity" in IJsland. Tegelijkertijd wordt een nieuwe slogan geïntroduceerd: ‘When time is creation’. De campagne toont horloges in water, aarde, wind en vuur.
De campagne "Precision Movements" uit 1994 behoort tot de populairste campagnes. De campagne wordt geregisseerd door John Booth en de foto's worden gemaakt door de veelgeprezen fotograaf Lois Greenfield. Ze tonen dansers in de lucht die de essentie van de campagne verbeelden. In 1995 wordt de campagne beloond met de London International Advertising Award. Het imago van RAYMOND WEIL als een merk dat is toegewijd aan kunst wordt daardoor eens te meer versterkt.
In 1998 wordt de advertentiecampagne "Celebrate the Moment" gelanceerd. De campagne benadrukt de band van Raymond Weil Genève met muziek, kunst en cultuur.
In 2003 volgt "Time to Celebrate". Deze campagne stelt uurwerken centraal - ze worden afgebeeld tegen zwarte achtergronden en harde schaduwen.
In 2005 gaat Raymond Weil Genève een samenwerkingsverband aan met actrice Charlize Theron. Zij is gedurende enkele maanden merkambassadeur.
De nieuwe campagne "Nabucco" dateert, samen met de slogan "Independence is a State of Mind", uit 2007. De campagne belicht de vastberadenheid van de Nabucco-man in zijn keuze voor onafhankelijkheid en vrijheid.
"Precision is my inspiration" uit 2011 toont een man en vrouw in een universum vol muzikale rijkdom. De beelden voor de campagne zijn gemaakt in de Victoria Hall in Genève. Het merk verwisselt de slogan "Independence is a State of Mind" voor een nieuwe: "Precision is My Inspiration".

## Acties voor liefdadigheidsinstellingen
Strijd tegen kanker: het merk is al lang betrokken bij uiteenlopende liefdadigheidsinstellingen, voornamelijk op het gebied van kankerbestrijding. Zo nam het merk deel aan (de organisatie van) verschillende online verkopen van uurwerken met een beperkte oplage ter ondersteuning van deze liefdadigheidsinstellingen. Om slechts een aantal liefdadigheidsinstellingen te noemen die van deze donaties profiteerden: de Union for International Cancer Control (UICC), Komen for the Cure, de Breast Cancer Research Foundation, de Singapore Cancer Society en de afdeling Oncohematologie van het universitair medisch centrum van Genève (HUG).
De afdeling Oncohematologie van het universitair medisch centrum van Genève (HUG): naast de online verkoop werden er nog andere acties georganiseerd ter ondersteuning van de afdeling Oncohematologie van het universitair medisch centrum van Genève. Tijdens de beurs BASELWORLD in 2012 verkoopt Raymond Weil Genève op zijn Facebookpagina een Maestro-horloge in een beperkte oplage van slechts 5 exemplaren. De horloges zijn voorzien van de inscriptie “maestro Mouvement d’Espoir – Edition Spéciale 2012”. Raymond Weil Genève verdubbelt de opbrengst en schenkt deze daarna aan de pediatrische hemato-oncologie-afdeling van het universitair medisch centrum van Genève.
VH1 Save The Music Foundation: zoals duidelijk blijkt uit de namen van de verschillende collecties en uit de diverse advertentiecampagnes, vormt muziek het kloppend hart van het merk. Om de autoriteit op muzikaal gebied te benadrukken, start Raymond Weil Genève in 2011 met VH1 Save The Music Foundation, een liefdadigheidsinstelling die is bedoeld is het muziekonderwijs in Amerika weer op de kaart te zetten. Deze samenwerking start in 2011 met een actie op de officiële Facebookpagina van het merk. Fans kunnen op een knop klikken, waarna een bedrag van 1 dollar aan een teller wordt toegevoegd. De teller wordt bij elke klik verhoogd en toont het bedrag dat Raymond Weil Genève aan de liefdadigheidsinstelling zal doneren. De Zwitserse horlogemaker werkt daarnaast samen met Elle Women in Music, georganiseerd door VH1 Save The Music Foundation, en veilt ter gelegenheid van het evenement Elle Women in Music in Hollywood in april 2012 een horloge waarop beroemdheden, zoals Jessie J, Ellie Goulding, Nicole Scherzinger en Oh Land, hun handtekening hebben achtergelaten. De opbrengst van deze veiling wordt gedoneerd aan VH1 Save The Music Foundation.
Nordoff-Robbins-muziektherapie: Nordoff-Robbins is een van de grootste liefdadigheidsinstellingen in het Verenigd Koninkrijk waar muziek een centrale plaats inneemt. RAYMOND WEIL is sinds 2000 partner van beroemde artiesten, zoals Lemar en Jamiroquai-zanger Jay Kay. Samen met deze artiesten ontwerpt het merk exclusieve horloges. De uurwerken worden tijdens de jaarlijkse Silver Clef Lunch geveild. De opbrengst komt ten goede aan Nordoff-Robbins. In 2013 presenteert het bedrijf het American band Vampire Weekend met de RAYMOND WEIL International Artist Award. In 2013, the company presented American band Vampire Weekend with the RAYMOND WEIL International Artist Award.
WWF: Raymond Weil Genève is in 2007 officiële partner van het WWF Panda Ball Gala dat plaatsvindt in Montreux (Zwitserland). Er wordt een loterij georganiseerd om geld op te halen voor de bescherming van de Middellandse Zee. RAYMOND WEIL zorgt voor de eerste prijs van de Panda Ball-loterij: een Parsifal-horloge, uitgevoerd in 18-karaats goud en bezaaid met diamanten.

## Betrokkenheid bij kunst en muziek
In 1986 ontwerpt de heer Weil de Bourse RW om jonge musici te ondersteunen en om ze openbare en via de radio uitgezonden recitals te bieden.
- Brit Awards: Raymond Weil Genève is sinds 2008 de officiële horloge- en timingpartner van de Brit Awards. Het bedrijf ontwerp elk jaar een speciaal horloge dat wordt uitgereikt aan de presentatoren, genomineerden en artiesten. In 2012 en 2013 organiseert het merk een pre-Brit-diner in London. Daarbij zijn de meest veelbelovende artiesten uit het Verenigd Koninkrijk aanwezig.[54][55][56][57]
- Classic Brit Awards: De samenwerking met de British Phonographic Industry (BPI) via de Brit Awards wordt in 2011 versterkt als Raymond Weil Genève partner wordt van de Classic Brit Awards. Tijdens het evenement wordt een speciaal Raymond Weil Genève Maestro-horloge in beperkte oplage gepresenteerd voor artiesten, presentatoren en winnaars. Elk horloge is voorzien van een gegraveerd Classic BRIT Awards 2011-logo.[58]
- International Photo Competition: via de RW Club International Photography Prize biedt het merk kunstenaars de kans om hun eerste stappen te zetten op de weg naar succes. Het geldbedrag voor de winnaar en de presentatie aan een internationaal publiek via samenwerking met instituten zoals de Aperture Foundation, tonen dat Raymond Weil Genève een platform voor talentvolle kunstenaars op het gebied van fotografie heeft weten te realiseren.[59][60][61]
- New Music Talents: in 2011 organiseert Raymond Weil Genève de wedstrijd "New Music Talent". Amateurmusici worden uitgenodigd om een track te maken die is geïnspireerd door het Zwitserse horlogemerk. De wedstrijd wordt georganiseerd op het cocreatieplatform eYeka. De winnaar ontvangt een geldbedrag van $ 5.000, een uurwerk van Raymond Weil Genève en promotie van de winnende track op de website en Facebookpagina van het merk.[62][63][64]
- Derde Vienna Filmball: het merk is partner van het derde Vienna Filmball. Daarbij ontvangen de artiesten horloges.
- Spring Awakening: in februari 2012 sponsort het merk de Spring Awakening-musical van Singapore Company Pangdemonium Productions. Een aantal toonaangevende artiesten uit de musical treden op tijdens de openingsceremonie van een nieuwe exclusieve winkel van Raymond Weil Genève in Singapore.[65]
- Home House London: het merk is in 2010 en 2011 gastheer van een serie liveoptredens in het Home House in London (Verenigd Koninkrijk). Daarmee ondersteunt het merk nieuwe talenten door hun video's te presenteren op het YouTube-kanaal en de Facebookpagina van het merk. De artiesten ontvangen bovendien een Raymond Weil Genève-uurwerk.[66][67]
- Songwriter Music Series: een ander muziekevenement waaraan RAYMOND WEIL zijn naam heeft verbonden is de Songwriter Music Series, ten gunste van VH1 Save the Music Foundation. RAYMOND WEIL organiseert op zijn Facebookpagina een wedstrijd waarmee tickets voor het evenement gewonnen kunnen worden.[68][69]
- American Idol: Raymond Weil Genève werkt in 2010 en 2011 samen met de muziekwedstrijd "American Idol". Elke finalist ontvangt een uurwerk.
- Live from the Artists Den: RAYMOND WEIL is partner van de Amerikaanse televisieconcertserie "Live from the Artists Den".[70][71]
- SSE Hydro: RAYMOND WEIL is Official Timing Partner van de SSE Hydro, een concertzaal in Glasgow, Schotland.[72][73]

## Onderscheidingen en prijzen
In 2007 ontvangt de horlogemaker uit Genève de Industry Award van de staat Genève en het Office for the Promotion of Industry and Technology (OPI), in samenwerking met de lokale Chamber of Commerce, Industry and Services (CCIG). Het belangrijkste doel van de Industry Award, die in 1985 voor het eerst werd uitgereikt, is het belonen en promoten van de innovatieve industriële organisaties in Genève die tonen hoe ze met hun tijd meegaan.
In 2010 wordt Raymond Weil Genève door reizigers van easyJet tijdens de easyJet Traveller Readers' Awards verkozen tot "Best Watch Brand" op basis van een onderzoek uit de zomer van 2009. Passagiers stemmen online op hun favoriete producten, locaties en diensten binnen het netwerk van de luchtvaartmaatschappij. De Zwitserse horlogemaker krijgt 110.000 stemmen.

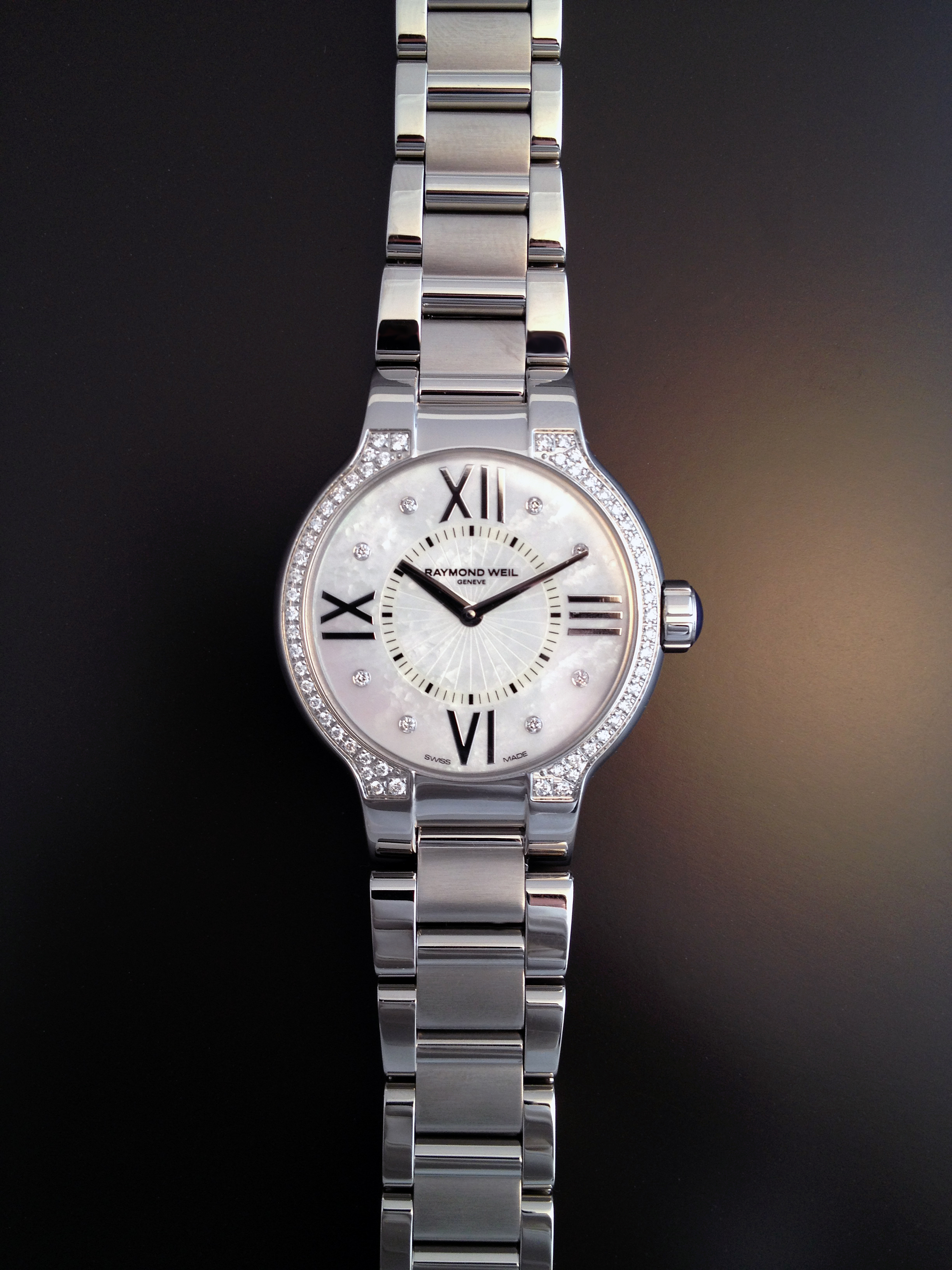
Noemia 5932-sts-00995 – 32 mm – Steel on steel 62 diamonds